# Trox planicollis
Trox planicollis is een keversoort uit de familie beenderknagers (Trogidae). De wetenschappelijke naam van de soort werd voor het eerst geldig gepubliceerd in 1953 door Haaf.